# Universidade de Jaén
A Universidade de Xaém (em castelhano: Universidad de Jaén) é uma instituição de ensino superior pública com sedes em Jaén, Linares e Úbeda, na Espanha. Fundada em 1 de julho de 1993, seu atual reitor é Juan Gómez Ortega.